# Micron Technology
Micron Technology Inc. ist ein US-amerikanischer Hersteller von Speicherelementen für Computer mit Hauptsitz in Boise, Idaho, USA. Das Unternehmen ist auf Platz 5 der  größten Halbleiterhersteller der Welt (Stand: 2022). Micron Technology ist an der NASDAQ gelistet und verfügt über 11 Produktionsstandorte weltweit.
Microns Produkte für den Verbraucher werden unter der Marke Crucial vermarktet. Zwischen 2006 und 2017 war Micron Eigentümer von Lexar.

## Geschichte
Micron wurde 1978 in Boise, Idaho, durch Ward Parkinson, Joe Parkinson, Dennis Wilson und Doug Pitman gegründet. Die Startup-Finanzierung erfolgte durch die lokalen Investoren Tom Nicholson, Allen Noble und Ron Yanke. Die weitere Expansion wurde durch John Simplot finanziert.
1981 stellte Micron erstmals DRAM-Chips mit einer Speicherkapazität von 64 KBit her. Durch eine konsequente Kostenkontrolle überlebte Micron mehrere Einbrüche des DRAM-Marktes, die wichtige Wettbewerber zum Marktaustritt zwangen. Selbst Intel, der Erfinder des DRAMs, war 1985 gezwungen, sich aus diesem Geschäftsfeld zu verabschieden.
1994 schied der Mitgründer Joe Parkinson als CEO aus und Steve Appleton übernahm die Führung des Unternehmens bis zu seinem Unfalltod am 3. Februar 2012.
Anfang der 1990er-Jahre wurde die Tochtergesellschaft Micron Computers (heute: Micron Electronics) als Hersteller von PCs gegründet. Im Jahr 1999 kam mit Micron Internet Services eine weitere Tochtergesellschaft zur Bündelung der Internet-Aktivitäten hinzu. Beide Sparten wurden 2001 an web.com bzw. MPC verkauft.
Micron erwarb 1998 die Speicherproduktion von Texas Instruments und 2001 jene von Toshiba.
2005 vereinbarten die Intel Corporation und Micron Technology, Inc eine Zusammenarbeit zur Herstellung von Flash-Speicher namens IM Flash Technologies, LLC und bauten 2006 ein gemeinsames Werk in Singapur.
2006 übernahm Micron die Firma Lexar, einen Hersteller von Flash-Speichern.
2015 vereinbarten Micron und Intel ein weiteres Joint Venture, 3D XPoint zur Entwicklung und Herstellung nichtflüchtiger Speichertechnologie.
Micron erwarb 2015 Tidal Systems, 2016 komplett den taiwanischen Halbleiterhersteller Inotera Memories, Inc. von Nanya Technology.
Im Bereich der CMOS-Bildsensoren war Micron Weltmarktführer (2006). Aus Micron Imaging ist im Jahr 2008 Aptina Imaging hervorgegangen, das 2014 an ON Semiconductor verkauft wurde.
Seit April 2017 ist Sanjay Mehrotra neuer President und CEO bei Micron.
Mitte 2017 wurde die Marke Lexar an das chinesische Unternehmen Longsys verkauft.
Im Mai 2023 verbot die Chinesische Internet-Zensurbehörde den Kauf von Micron-Produkten; Beobachter werteten dies in der New York Times und dem Wall Street Journal als Vergeltungsmaßnahme wegen der US-Sanktionen gegen Chinas Halbleiter-Industrie.

### CO2-Bilanz
Die Kohlenstoffdioxid-Emissionen von Micron stiegen von 6,1 Mt im Jahr 2018 auf 7,1 Mt 2020. Im Mai 2022 gab das Unternehmen bekannt, seinen CO2-Ausstoß bis 2030 um 42 % senken und bis 2050 das Net-Zero-Ziel erreichen zu wollen.